# Pop surréalisme
Le Pop surréalisme est un mouvement artistique né à la fin du XXe siècle en Californie. Issu du lowbrow il s'en distingue par la réintégration de références aux peintres anciens et par l'utilisation de techniques propre aux beaux-arts.

## Histoire
Après la deuxième guerre mondiale alors que le pop art se développe sur la Côte ouest des États-Unis, des artistes californiens rejetant eux aussi les arts classiques s’inspirent de tout ce qui les entoure et peignent sur tout type de support. Avec leur chef de file Robert Williams, ils créent un art figuratif, dénonciateur des dérives sociétales dont l’esthétisme est dominé par la couleur, le trash et la quasi-absence d’ombrage.
La génération suivante opère un tournant en réintégrant les écoles des Beaux-Arts étudier les maîtres anciens. Parmi ces écoles l’Art Center College of Design de Pasadena où étudie Mark Ryden a joué un rôle important dans la formation de ces nouveaux artistes.
Le terme Pop surréalisme est utilisé pour la première fois par Kenny Scharf en 1996 : « Le Surréalisme renvoie à la notion de l'inconscient, et je pense que mon travail tourne autour de l'inconscient. Les images que je peins proviennent de mon inconscient, or mon inconscient est rempli d'une imagerie Pop. En d'autres termes, mon inconscient est Pop, et par conséquent, mon art s'apparente à du Pop Surréalisme ».
Deux ans plus tard, en 1998, la Peter Mendenhall Gallery de Pasadena organise la première exposition, The meat show, qui regroupe des œuvres de Mark Ryden sur le thème de la déconnexion entre la nourriture et l'animal dont elle provient. Avec son épouse Marion Peck, ils forment le couple emblématique du mouvement.
Le succès est immédiat et très vite le mouvement dépasse ses frontières américaines. De jeunes artistes à travers le monde sont séduits par son esthétisme qui redonne ses lettres de noblesse à la figuration narrative. Ils étendent leur création à d’autres techniques tel que Ray Caesar qui utilise le logiciel Autodesk Maya ou encore Nicoletta Ceccoli en participant à la création de l’animé Jack et la Mécanique du cœur.
Pour les plus jeunes nés à la fin du XXe siècle, l’imagerie de la culture de masse, le lowbrow sont devenus anciens. Ils s’en inspirent y ajoutant encore d’autres références.

## Esthétisme
Les artistes Pop surréalistes utilisent les songes et l’imaginaire contemporain connus par la culture de masse pour créer un monde qui fait réfléchir sur lui-même. Les scènes ainsi créées, alors qu’elles peuvent paraître simplistes au premier regard, sont en réalité alarmantes.
L’iconographie dominante est liée au monde de l’enfance. Elle est à mettre en relation avec l’émergence dans les années soixante-dix d’une société plus sensible et plus humaine,.

### Caractéristiques
- Scènes narratives
- Peinture méticuleuse
- Travail sur toile ou sur table
- Personnages fantastiques
- Archétype de l'enfance
- Attente/danger/silence
- Contes de fées/rêve
- Références au passé
- La culture pop
- Les maitres anciens

## Principaux artistes
- Carrie Ann Baade (en)
- Ray Caesar (en)
- Victor Castillo
- Nicoletta Ceccoli
- Joe Coleman
- Mike Davis
- Alex Gross (en)
- Naoto Hattori
- Seonna Hong (en)
- Kukula
- Caia Koopman
- Benjamin Lacombe
- Craig La Rotonda
- Stephen Mackey
- Scott Musgrove
- Marion Peck
- Mark Ryden
- Kenny Scharf
- Todd Schorr (en)
- Joe Sorren (en)
- Jeff Soto (en)